# АВС-30
АВС-30 — бронированный автомобиль на шасси грузовика КрАЗ-63221.

## История
В 1999 году в военном институте внутренних войск МВД Украины была начата научно-исследовательская работа по созданию новой техники для разгона демонстраций, подавления массовых беспорядков и тюремных бунтов. Первоначально предполагалось построить оснащённую водомётом бронированную специальную машину на шасси имевшихся в наличии советских бронетранспортёров БТР-60ПБ или БТР-70, однако было отмечено, что установка массивной цистерны потребует выполнения значительного объема работ по переоборудованию бронекорпуса. В дальнейшем для внутренних войск МВД Украины были построены два водомёта на шасси КрАЗ-260.
В 2003 году научно-исследовательский институт специальной техники МВД Украины и главное управление внутренних войск МВД Украины совместно с ЗАО "Энергосоюз" начали разработку специального автомобиля на шасси полноприводного трёхосного грузовика КрАЗ-63321. Проектирование и постройку бронемашины выполнило в 2004 - 2005 гг. конструкторское бюро пожарных и специальных машин (г. Прилуки), входившее в состав ЗАО "Энергосоюз". В дальнейшем, бронемашина АВС-30 (63221)-305 была официально принята на вооружение МВД Украины под наименованием АВС-30, построенные машины были переданы в подразделения внутренних войск МВД Украины.
По меньшей мере одна АВС-30 использовалась правительственными силами в ходе Евромайдана, 19 февраля 2014 года в ходе штурма лагеря активистов Евромайдана на площади Независимости машина использовалась для тарана баррикад и по некоторым сведениям, получила повреждения (согласно заявлению активистов Евромайдана, водомёт был подбит и выведен из строя, однако правительственные силы не подтверждали, не опровергали и не комментировали эту информацию).
В настоящее время бронемашина предлагается на экспорт.

## Описание
АВС-30 построен на шасси полноприводного трёхосного грузовика КрАЗ-63321.
Корпус бронированный, также машина получила навесное оборудование: бульдозерный отвал, бортовые экраны для защиты колёс, решётки для защиты стеклоблоков от механических повреждений (ударов палками, брошенных камней и т. п.). Кабина трёхместная двухдверная, также имеется аварийный люк.
На крыше машины установлен водомёт с одним лафетным стволом, также установлены две подбамперные форсунки для распыления пенообразователя.
Объём основной цистерны для воды составляет 7 м³, также машина оборудована 300-литровым баком для пенообразователя, 50-литровым баком для красителя и тремя баллонами для слезоточивого газа объемом 27 литров. Подачу воды, пенообразователя и красителя обеспечивает мотопомпа МНА-27/100, дальность струи водомёта составляет до 57 метров, дальность действия подбамперных распылителей - до 30 метров.
Дополнительное оборудование включает систему радиосвязи (действующую в УКВ-диапазонах 137-180 МГц и 320-480 МГц), фильтровентиляционную установку, систему противопожарной защиты моторного отсека и колёс (у колёс размещены форсунки устройства подачи противопожарной пены), оборудование для аудиовидеозаписи, прожектор, спецсигналы и громкоговоритель.
Экипаж АВС-30 состоит из трёх человек (командира, оператора и водителя).

## Страны-эксплуатанты
- Украина[4] - министерство внутренних дел Украины[6]